# Estación de Otelfingen
La estación de Otelfingen es una estación ferroviaria de la comuna suiza de Otelfingen, en el Cantón de Zúrich.

## Situación
La estación se encuentra ubicado en el borde sur del núcleo urbano de Otelfingen, contando con dos andenes laterales a los que acceden dos vías pasantes. En la zona este de la estación parte un ramal hacia una fábrica cercana.
En la comuna existe otra dependencia ferroviaria, el apeadero de Otelfingen-Golfpark, en las afueras del este de Otelfingen.
En términos ferroviarios, el apeadero se sitúa en la línea Wettingen - Effretikon. Sus dependencias ferroviarias colaterales son la estación de Würenlos hacia Wettingen y la estación de Otelfingen-Golfpark en dirección Effretikon.

## Servicios ferroviarios
El único servicio ferroviario existente en la estación es prestado por SBB-CFF-FFS, debido a que la estación está integrada dentro de la red de cercanías S-Bahn Zúrich, y en la que efectúan parada los trenes de una línea perteneciente a S-Bahn Zúrich:
- S 6 Baden – Regensdorf-Watt – Zúrich HB – Uetikon